# Nuredin Morceli
Nuredin Morceli (en árabe: نور الدين مرسلي‎, Nūr ud-Dīn Mursilī, 28 de febrero de 

## Biografía
Morceli era una de las promesas más importantes del mediofondo a finales de los años 1980, después de ser 2.º en los 1.500 metros de los mundiales junior de Sudbury 1988.
En 1990 fue por primera vez el mejor del mundo de la temporada con una marca de 3:32,60 lograda en Bolonia. A partir de ahí sería el gran dominador de esta prueba durante buena parte de la década.
El 28 de febrero de 1991 logró en Sevilla un nuevo récord mundial de los 1.500 metros en pista cubierta con 3:34,16 arrebatándoselo al británico Peter Elliott. Pocos días más tarde lograría su primer gran título internacional en los Campeonatos del Mundo en pista cubierta, celebrados precisamente en Sevilla, donde venció por delante del español Fermín Cacho y del portugués Mario Silva.
En los Campeonatos del Mundo al aire libre de Tokio 1991 consiguió también una cómoda victoria, por delante del keniano Wilfred Kirochi y del alemán Hauke Fuhlbrügge. Era el primero de sus tres títulos mundiales consecutivos al aire libre, ya que repetiría en Stuttgart 1993 y Gotemburgo 1995.
Era de largo el gran favorito para ganar el oro en los Juegos Olímpicos de Barcelona 1992, aunque poco antes había sufrido dos inesperadas derrotas frente a Gennaro di Napoli en Roma y David Kibet en Oslo. La final olímpica se desarrolló a un ritmo inusualmente lento, lo cual perjudicaba sus expectativas ya que no estaba acostumbrado. En la última vuelta acabó hudiéndose y llegando en una decepcionante 7ª posición, lejos del ganador, el español Fermín Cacho.
Tras su derrota olímpica, reaccionó desquitándose apenas un mes más tarde en la reunión atlética de Rieti al establecer un nuevo récord mundial de los 1.500 metros con 3:28,86 rebajando el anterior récord en poder de Saïd Aouita desde 1985 con 3:29,46
Morceli siguió dominando el mediofondo durante siguiente ciclo olímpico, sumando dos nuevos títulos mundiales en 1993 y 1995. El 5 de septiembre de 1993 batió en Rieti el viejo récord mundial de la milla en poder de Steve Cram desde 1985, con 3:44,39. El 12 de julio de 1995 en Niza batía por segunda vez el récord de los 1.500 metros, dejándolo ahora en 3:27,37
Tras tres años y más de cuarenta carreras sin conocer la derrota, solamente le faltaba en su palmarés la medalla de oro olímpica, que finalmente llegaría en los Juegos de Atlanta 1996. Precisamente ese año irrumpió en el panorama atlético un temible competidor, el marroquí Hicham El Guerrouj, que llegaba a los Juegos con la mejor marca mundial de la temporada y casi como favorito. La final olímpica, disputada el 3 de agosto, se corrió a un ritmo bastante lento. A falta de una vuelta el propio Morceli tuvo un traspié que provocó que El Guerrouj tropezara con él y se cayera al suelo, quedando sin opciones. Con su principal rival fuera de combate, Morceli no tuvo ningún problema para alzarse con el triunfo con una marca de 3:35,78. La medalla de plata fue para el español y vigente campeón olímpico Fermín Cacho (3:36,40) y la de bronce para el keniano Stephen Kipkorir (3:36,72)
Tras los Juegos su nivel bajaría bastante. A finales de 1996 sufrió en Milán su primera derrota en casi cuatro años a manos de El Guerrouj, quien con el tiempo se convertiría en su gran sucesor.
En los Campeonatos del Mundo de Atenas 1997 solo pudo ser 4º, tras El Guerrouj y los españoles Fermín Cacho y Reyes Estévez. Dos años después, en Sevilla 1999, se clasificó para su quinta final mundialista, aunque no logró concluir la prueba por problemas físicos.
Su última aparición en una gran competición fue en los Juegos Olímpicos de Sídney 2000, aunque no pasó de semifinales.
Durante su carrera deportiva estuvo entrenado por su hermano Abderrahmane, un antiguo atleta con una marca de 3:36 en 1500 m y que representó a Argelia en los Juegos de Moscú 1980 y Los Ángeles 1984.
En la actualidad es embajador del deporte y trabaja para la Comisión de atletas del Comité Olímpico Internacional.

## Resultados
| Año  | Competición                 | Lugar      | Puesto       | Marca   |
| ---- | --------------------------- | ---------- | ------------ | ------- |
| 1991 | Campeonato del Mundo Indoor | Sevilla    | 1º en 1500 m | 3:41,57 |
| 1991 | Campeonato del Mundo        | Tokio      | 1º en 1500 m | 3:32,84 |
| 1992 | Juegos Olímpicos            | Barcelona  | 7º en 1500 m | 3:41,70 |
| 1993 | Campeonato del Mundo        | Stuttgart  | 1º en 1500 m | 3:34,24 |
| 1994 | Copa del Mundo              | Londres    | 1º en 1500 m | 3:34,70 |
| 1995 | Campeonato del Mundo        | Gotemburgo | 1º en 1500 m | 3:33,73 |
| 1996 | Juegos Olímpicos            | Atlanta    | 1º en 1500 m | 3:35,78 |
| 1997 | Campeonato del Mundo        | Atenas     | 4º en 1500 m | 3:37,37 |

## Récords del Mundo
- Al aire libre

- 1.500 metros

- 3:28,86 (Rieti, 6 de septiembre de 1992)
- 3:27,37 (Niza, 12 de julio de 1995)

- Milla

- 3:44,39 (Rieti, 5 de septiembre de 1993)

- 2.000 metros

- 4:47,88 (París, 3 de julio de 1995)

- 3.000 metros

- 7:25,11 (Mónaco, 2 de agosto de 1994)

- En pista cubierta
- 1.000 metros

- 2:15,26 (Birmingham, 22 de febrero de 1992)

- 1.500 metros

- 3:34,16 (Sevilla, 28 de febrero de 1991)

## Marcas personales
- 800 metros - 1:44,79 (Annaba, 29 Jul 1991)
- 1.000 metros - 2:13,73 (Villeneuve-d'Ascq, 2 Jul 1993)
- 1.500 metros - 3:27,37 (Niza, 12 Jul 1995)
- Milla - 3:44,39 (Rieti, 5 Sep 1993)
- 2.000 metros - 4:47,88 (París, 3 Jul 1995)
- 3.000 metros - 7:25,11 (Mónaco, 2 Ago 1994)
- 5.000 metros - 13:03,85 (Zúrich, 17 Ago 1994)